# Haleburg
Haleburg è un comune degli Stati Uniti d'America situato nella contea di Henry dello Stato dell'Alabama.